# Semaine de la langue française et de la francophonie

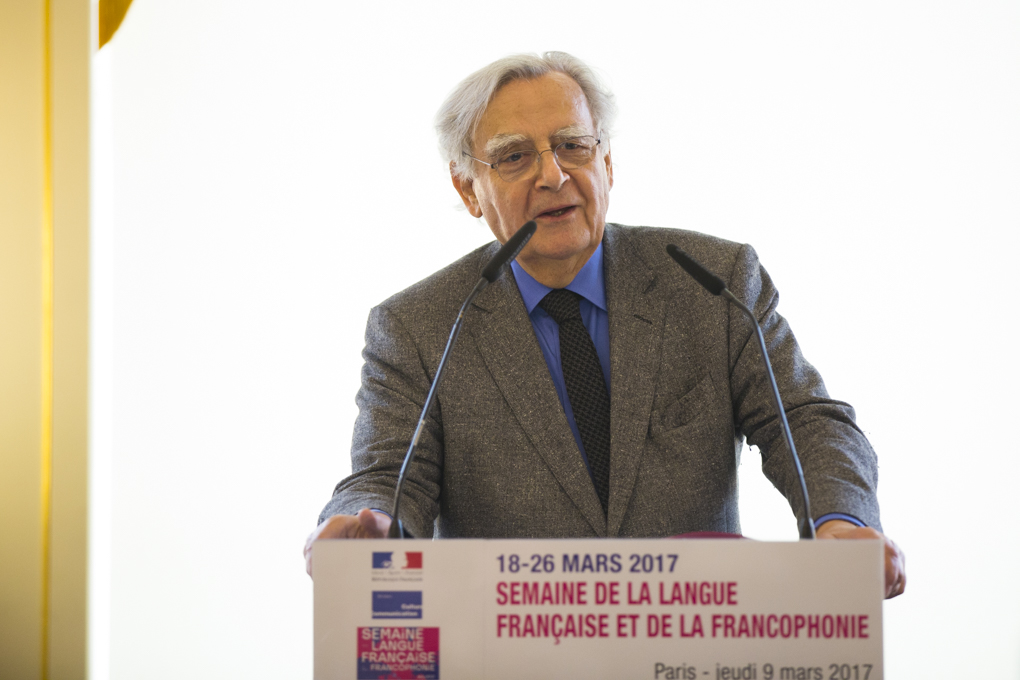
Bernard Pivot intervenant lors de l'édition 2017.

La Semaine de la langue française et de la francophonie est un événement culturel annuel organisé depuis 1988 dans plusieurs pays, France, Suisse, Belgique (et plusieurs  provinces du Canada), avec le soutien de l'Organisation internationale de la Francophonie autour du 20 mars, Journée internationale de la Francophonie.

## Historique
Le 14 mars 2020, Roch-Olivier Maistre, président du Conseil supérieur de l'audiovisuel annonce la 25e édition de la Semaine de la langue française et de la francophonie, dans les médias, manifestation parrainée cette année par Emmanuelle Laborit et Abd al Malik.